# Districte de Jablanica
El Districte de Jablanica (en serbi: Јабланички округ/Jablanički okrug) és un districte de Sèrbia que s'estén pels territoris del sud-est del país. Té una població de 216.304 habitants, i el seu centre administratiu és Leskovac, la població més gran del sud de Sèrbia.

## Municipis
El districte està format pels municipis de:
- Leskovac
- Bojnik
- Lebane
- Medveđa
- Vlasotince
- Crna Trava

## Demografia
La composició ètnica del districte segons el cens de 2011 és la següent:
| Grup ètnic | Població |
| ---------- | -------- |
| Serbis     | 199.901  |
| Gitanos    | 11.436   |
| Albanesos  | 548      |
| Altres     | 4.419    |
| Total      | 216.304  |

## Història i cultura
Els monuments històrico-culturals més destacables del districte són:
la necròpolis romana de Mala Kopasnica, que data del segle VI dC, el centre històric romà d'Orient de Caričin Grad o Iustiniana Prima i els monestirs de Jasunjski dedicats a la Verge de la transfiguració i Sant Joan baptista, construïts el segle xvi.
| Districte de Toplica | Districte de Nišava | Districte de Pirot |
| Kosovo               |                     | Bulgària           |
|                      | Districte de Pčinja |                    |